# Тарталетка

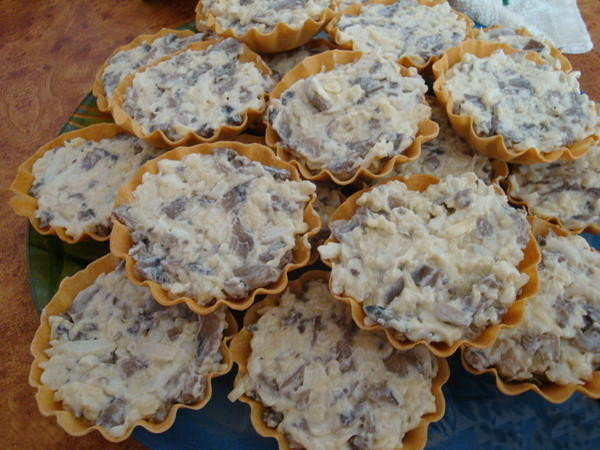
Жюльен с копчёной курицей в тарталетках

Тартале́тка (фр. tartelette — «маленький тарт») — выпечка в форме небольшой (до 10 см) корзинки, обычно из песочного теста для последующей начинки. В европейской кухне у тарталеток начинка, как правило, сладкая: из фруктов с пудингом или сливками, фланом или шоколадом. В России в тарталетках преимущественно сервируют закуски: мясные, рыбные или овощные, сдобренные соусами и приправами. Тарталетка съедается вместе с начинкой-закуской. Для выпечки тарталеток существует специальная форма-корзиночка.